# Zdeněk Sork
Zdeněk Sork (* 27. ledna 1960) je bývalý český fotbalový brankář a československý mládežnický reprezentant.

## Hráčská kariéra

### Reprezentace
Reprezentoval Československo v týmu do 18 let.

### Prvoligová bilance
V československé lize chytal za Dukla Praha, nastoupil ve 2 utkáních v 29. a 30. kole ročníku 1977/78. Ve nižších soutěžích hrál mj. za Kladno (1981–1990).
Jeho prvoligová kariéra byla krátká, svým způsobem však pozoruhodná. Ke druhému prvoligovému utkání nastoupil ještě v dorosteneckém věku v pondělí 19. června 1978, když hájil branku úřadujícího mistra Dukly Praha ve 30. kole ročníku 1977/78. Domácí Zbrojovka slavila Za Lužánkami před více než 40 000 diváky premiérový titul mistra ligy a Dukla ji už nemohla z prvního místa sesadit.
V 18. minutě druhého poločasu pronikal k brance domácí Karel Jarůšek, byl faulován a rozhodčí Vojtech Christov nařídil pokutový kop. K jeho provedení se postavil Karel Kroupa, ale neproměnil – trefil tyč. Nedlouho poté z nenápadného útoku skóroval hostující Stanislav Pelc, což byla nakonec jediná branka utkání.
Zbrojovka měla na dosah vítězství ve všech 15 domácích utkáních prvoligové sezony od rozšíření nejvyšší soutěže na 16 týmů (1969/70). Zatím jediným klubem, kterému se to během 50 ročníků (1969/70–2018/19) podařilo, je pražská Sparta na svém stadionu v ročníku 2013/14 (aktuální po konci sezony 2018/19).
| Ročník                                   | Zápasy | Góly | Minuty | Nuly | Klub        |
| ---------------------------------------- | ------ | ---- | ------ | ---- | ----------- |
| 1. československá fotbalová liga 1977/78 | 2      | 0    | 180    | 2    | Dukla Praha |
| CELKEM                                   | 2      | 0    | 180    | 2    |             |